# Lightspark
Lightspark ist eine freie/quelloffene Software zum Abspielen von Flash-Dateien. Es soll eine Alternative zum Flash-Player darstellen. Unterstützt werden Mozilla Firefox und Google Chrome. Es sollen vor allem die Funktionen moderner Hardware genutzt und die von Adobe veröffentlichten Spezifikationen umgesetzt werden.
Lightspark unterstützt OpenGL-basiertes Rendern und LLVM-basiertes ActionScript. Es führt bereits einen Großteil von ActionScript 3.0 aus. Es nutzt OpenGL Shader (GLSL).
Lightspark unterstützt H.264-kodierte Flash-Videos auf YouTube. und Vimeo.
Nach einer Phase der Stagnation der Entwicklung ist das Projekt seit Sommer 2015 wieder aktiv.